# Báo Ba Tư
Báo Ba Tư (Danh pháp khoa học: Panthera pardus ciscaucasica tên đồng nghĩa Panthera pardus saxicolor), hay còn gọi là Báo Caucasian là một trong những phân loài báo có kích thước lớn nhất trong các loài báo hoa mai với trọng lượng cơ thể lên đến 90 kg. Báo Ba Tư từng được coi là quái vật ngự trị khu vực Tây Nam dãy núi Caucasus ở Nga và khu vực phía Nam biển Caspian. Hiện nay chúng đang phân bố tại Đông Bắc Iran, Đông Nam Thổ Nhĩ Kỳ, Núi Kavkaz, Đông Nam Turkmenistan, và một phần phía Tây Bắc của Afghanistan.

## Số lượng
Hiện nay tổng cộng cả thảy có khoảng 871 đến 1,290 cá thể còn sinh sống. do nạn săn bắn và bị mất đi môi trường sống, báo Ba Tư đã bị liệt vào danh sách các loài động vật gặp nguy hiểm, chỉ với khoảng 1.290 cá thể được cho là còn sống trong môi trường tự nhiên. Do đó đây là một loài động vật cực kỳ quý hiếm. Số lượng phân bố của các con báo Ba Tư trên thế giới như sau
- Có 550–850 số báo sống tại Iran và Tây Nam Á;[2]
- Khoảng 200–300 cá thể đang sống tại Afghanistan
- khoảng 78–90 sống tại Turkmenistan.
- Khoảng 10–13 con sống ở Armenia.
- Khoảng 10–13 sống ở Azerbaijan.
- Khoảng 10 con sống ở Nga.
- Tầm năm con sống ở Thổ Nhĩ Kỳ;[3]
- Khoảng năm con sống ở Gruzia;
- Từ 3-4 con sống ở Nagorno-Karabakh.